# Gustar (festival)
Gustar este un festival etno-cultural organizat anual, începând cu 2010, în Orheiul Vechi, Republica Moldova.  Denumirea festivalului „Gustar" vine de la un cuvânt vechi, cu rădăcini în limba latină și care înseamnă „august” în versiunea populară. Este luna în care se coc și se gustă majoritatea fructelor, care cresc în Republica Moldova.
Festivalul Gustar a fost conceput în 2009 de către Vlad Costandoi, producător și fondator "Sens Music" și Valeriu Postică "Echinox", și se bucură de succes la fiecare ediție. 
Considerat un adevarat obiectiv turistic estival, Gustar a adus în țară turiști din toate colțurile lumii, devenind una dintre destinațiile preferate grație diversității culturale promovate. Fiind cel mai autentic festival de muzică, Gustar are loc anual, pe final de vară, într-o deschidere panoramică unicală: Rezervația Cultural – Naturală Orheiul Vechi - o locație turistică de atracție majoră din Republica Moldova, situată la circa 500 km de centrul geografic al Europei și la 50 km Nord-Est de Chișinău.
Cei mai în vogă artiși și formații muzicale de talie internațională concertează pe parcursul zilelor și serilor de festival. Totodată, publicul are, în față, diversitatea tradițiilor culinare, din bucatele cărora gustă și savurează. În plus, rămân memorabile extraordinarul Defileu acvatic al Răutului, dar și legendarele Complexe Rupestre. Iată de ce, vizitat anual de zeci de mii de oameni, Gustar a devenit, în timp, o carte de vizită a Republicii Moldova.

## Program
Programul festivalului include: 
- Ateliere interactive cu meșteșugari;
- Târg de artizanat;
- Bucătărie tradițională;
- Curtea copiilor;
- Excursii turistice prin rezervație: Băile tătărești, Citadina medievală, Palatul pârcălabului, Locuințe de piatră, Vestigiile Moscheii și Caravan Sarai, Biserică medievală, Mănăstirea rupestră "Bosiei", Sanctuar geto-dac, Biserica Sfânta Maria, Schitul lui Rafail, Peșteri;
- Zona cărții;
- Vizitarea agropensiunilor din zonă;
- Program artistic.